# CFBDSIR 1458+10
CFBDSIR 1458+10は、地球からうしかい座の方向に75光年離れた位置にある褐色矮星の連星系である。

## 発見
CFBDSIR 1458+10は、2010年にカナダ・フランス・ハワイ望遠鏡によって発見された。初めは単独の褐色矮星であると考えられていたが、2011年にケックII天文台によって、2個の褐色矮星に分離された。

## 温度
CFBDSIR 1458+10AとBのそれぞれの表面温度は超大型望遠鏡VLTによって測定され、Aは270℃、Bは100℃であると推定された。Bの100℃は、発見当時最も低温の褐色矮星であり、2012年現在でも、WISEPA J182831.08+265037.8の25℃に次ぐ低温である。
Bのスペクトル分類はT10型とされているが、WISE 1828+2650の発見で新たに制定されたY型に分類される可能性もある。質量は木星の6.5倍と、褐色矮星と言うよりは惑星に近く、表面に水の雲が存在する可能性もある。